# Мелконян, Монте
Монте Мелконя́н (англ. Monte Melkonian, з.-арм. Մոնթէ Մելքոնեան или арм. Մոնթե Մելքոնյան; 25 ноября 1957, Висейлия, Калифорния, США — 12 июня 1993, Марзили, Агдамский район, Азербайджан) — армянский военный деятель, левый националист, активный участник Первой карабахской войны на стороне Армении, один из организаторов и руководителей армянских вооруженных формирований в Нагорном Карабахе. Национальный герой Армении (1996, посмертно), герой Арцаха (1999, посмертно),
До этого — член армянской военнизированной организации АСАЛА, руководитель ASALA-RM (RM — революционное движение), участник гражданской войны в Ливане. Был известен под прозвищами «Аво́», «Абу-Синди», «Саро», «Тимоти Шон Мак-Кормак» (Timothy Sean McCormack) и «Командир Аво». Будучи членом АСАЛА, совершил убийство турецкого дипломата Галипа Озмена и его 14-летней дочери.
Под его руководством армянские войска участвовали в нападении на Ходжалы и другие азербайджанские населенные пункты. Его брат и биограф Маркар Мелконян оспаривает намерение Монте организовать резню мирного азербайджанского населения. Однако его участие в этнической чистке Кельбаджарского района Азербайджана было задокументировано армянской стороной. 
В 1996 году Монте Мелконяну было посмертно присвоено высшее почётное звание «Национальный герой Армении». За свои заслуги перед непризнанной Нагорно-Карабахской Республикой был посмертно удостоен высшего звания «Герой Арцаха» с вручением ордена «Золотой орёл» (1999).

## Биография

### Юные годы
Монте Мелконян родился 25 ноября 1957 года в городе Висейлия (штат Калифорния). Он был третьим ребёнком в семье американцев армянского происхождения Чарльза Мелконяна (1918−2006) и Забель Мелконян (1920−2012).
В 1969 году семья Мелконянов совершила годичное путешествие по странам Европы. Во время поездки 11-летний Монте виделся с представителями спюрка, и — как утверждает его брат, Маркар Мелконян — впервые задумался о своей армянской идентичности. Как и все американские армяне, Мелконяны негативно воспринимали сближение США и Турции по линии НАТО в связи с геноцидом армян (1915-1918) со стороны турецких властей и их его отрицания. Однако, парадоксальным образом, именно благодаря американо-турецкой дружбе, эта семья смогла после европейского турне беспрепятственно посетить Анатолию. Гражданам США ничто не угрожало в этом краю. Путь их лежал в город Мерзифон, где родились дед и бабушка Забель Мелконян. До геноцида здесь жило 17 тысяч армян. Весной 1970-го здесь проживали всего три армянских семьи, и лишь одна из них согласилась встретиться с Мелконянами.
В 1975 году Чарльз Мелконян преподавал в армянских школах Ирана и Ливана.
Монте Мелконян окончил университет Беркли по специальности «археология и история Азии». Выбор профессии был обусловлен твёрдым намерением вернуться на Ближний Восток. Мелконян овладел 9 языками: кроме армянского и английского, — французским, испанским, итальянским, турецким, персидским, курдским и японским. Некоторое время он стажировался в Японии.
После окончания университета весной 1978 года Монте уехал в Иран, где преподавал английский язык и принял участие в антишахском движении. Монте придерживался крайне левых взглядов и был связан с социалистической партией Гнчакян. Помогал организовывать забастовки в своей школе в Тегеране, и находился в непосредственной близости от площади Джалех в тот день, когда войска шаха открыли огонь по протестующим (прозванный затем «Черной пятницей»). Но уже вскоре, из-за репрессий нового режима аятолы Хомейни против оппозиции Монте перебрался в Иранский Курдистан, где деятельность курдских партизан произвела на него глубокое впечатление. Несколько лет спустя, будучи в южном Ливане, Монте Мелконян время от времени носил униформу курдских пешмерга, полученную в Иранском Курдистане.

### В Ливане
В разгар Гражданской войны в Ливане в 1978 году Монте Мелконян прибыл в Бейрут. В то время в Ливане вспыхнул братоубийственный конфликт местных армян с маронитами. Мелконян принял участие в обороне Армянского квартала от атаковавших его фалангистов маронитской партии Катаиб. Затем Мелконян стал бойцом Армянского ополчения в Бурдж-Хамуде и в течение двух лет участвовал в уличных боях с фалангистами. В начале 1979 года он познакомился с ливанской армянкой Седой (брак с нею был заключён 3 августа 1991 года).

### Деятельность в АСАЛА
Весной 1980 года Монте Мелконян вступил в организацию АСАЛА. Мелконян осуществлял террористические операции в Риме, Афинах и помогал в подготовке боевиков для осуществления Операции Ван в сентябре 1981 года. Из-за разногласий, связанных с методами борьбы ASALA, Монте отделился от сторонников Акопа Акопяна (он же Мигран Мигранян или Арутюн Такушян) и образовал новую фракцию ASALA-RM. В ноябре 1985 года Мелконян был арестован в Париже и приговорён к 6 годам тюремного заключения за незаконное хранение оружия и подделку документов. В начале 1989 года он был освобождён и выслан в Южный Йемен.

### Участие в Карабахской войне
В 1991 году, сразу же по прибытии в Карабах, Мелконян участвовал в боях за населённые пункты Бузлук, Манашид, Эркеч Шаумянского района. Был назначен начальником штаба Корнидзорского отряда.
Летом 1992 года азербайджанская армия, стремясь захватить село Мачкалашен (считающееся южными воротами Карабаха) и оттуда двинуться дальше к Шуше, столкнулась с отрядом Монте Мелконяна. Остановив противника, бойцы Мелконяна тем самым обеспечили безопасность Карабаха с юга.
Возглавив Мартунинский оборонительный район, весь следующий год Монте успешно оборонял его.
Затем Мелконян участвовал в Кельбаджарской операции, которую планировал с Артуром Алексаняном, и в боях на территории Мардакертского и Аскеранского районов.

### Гибель
Монте считал, что ключом к победе в Карабахской войне являются танки Т-72. Каждый раз, узнав о захвате у азербайджанских сил очередного танка, он лично выезжал для его осмотра. 12 июня 1993 года в селе Марзили Монте и его солдаты столкнулись с БМП и солдатами азербайджанских воинских формирований. В ходе боя Мелконян получил ранение в голову и погиб. После его смерти армянские бойцы доставили тело Монте в Мартуни.
Церемония прощания состоялась через неделю — 19 июня Монте Мелконян был похоронен на кладбище «Ераблур» в Ереване.

## Память
Посмертно удостоен высших званий Армении — «Национальный герой Армении» (1996) и НКР — «Герой Арцаха» (1999). Именем Монте Мелконяна названы: одна из воинских частей ВС Армении, университет и школа в Ереване, военно-спортивный лицей в Дилижане, мост, благотворительный фонд. Установлены памятники в Ереване, в Раздане, в Мартуни (Ходжавенд). Памятник в Мартуни был демонтирован 26 сентября 2023 года после возвращения города под контроль Азербайджана. В Мартуни именем Аво был назван футбольный клуб.
По некоторым сведениям жителями Мартуни было высказано мнение о переименовании районного центра в Монтеаберд (арм. Մոնթէաբէրդ), в честь Монте Мелконяна. Проект по переименованию так и не был поддержан властями НКР, но при этом была зафиксирована установка самодельного дорожного знака с таким названием.

## Фотографии
- Бюст Монте Мелконяна в парке Победы в Ереване
- Надгробный памятник Мелконяну

## Произведения
- «Самокритика» (A Self-Criticism)
- «Аво нашими глазами» Ավոն մեր աչքերով, 1994 г. Сейран Камалян
- «Избранные труды по Армянскому Вопросу» (Monte Melkonian AVO selected writings Armenian Question)
- «Право на борьбу: избранные работы Монте Мелконяна по Армянскому Национальному Вопросу» (The Right to Struggle: Selected Writings of Monte Melkonian on the Armenian National Question), 1993